# Награды Вьетнама
Награды Вьетнама — комплекс наградных систем разных исторических государств на территории современного Вьетнама. История вьетнамской наградной системы тесно связана с противоречивой и разнообразной историей Вьетнама.

## Награды Аннама

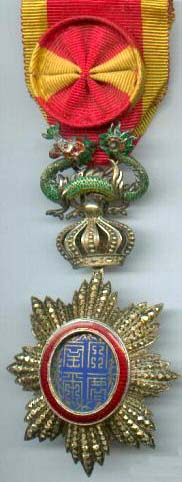
Орден Дракона Аннама

На территории современного Вьетнама в некоторые времена одновременно существовали сразу по несколько государств, раздираемых междоусобными войнами. На севере одним из таких государств в VII - IX в.в. был китайский протекторат «Аннам дохофу» — плод захватнических войн китайских династий против вьетских государств. Через некоторое время китайцы были изгнаны, но китайское название «Аннам» закрепилось за вьетскими территориями среди иностранных мореплавателей.
Практически весь XVIII век север и юг вьетской территории существовали по отдельности. Северяне занимались внутренними проблемами, а южане расширялись на юг, захватывая кхмерские земли в долине Меконга и активно вмешиваясь во внутренние дела Камбоджи. Воспользовавшись конфликтом между братьями-тэйшонами и борьбой с китайцами на севере, на юге высадился скрывавшийся в Сиаме последний представитель князей Нгуен - князь Нгуен Фук Ань. Закрепившись, он подписал с Францией соглашение, по которому уступал французам национальную торговлю, а взамен получал корабли и отряд солдат для продвижения на север. 20 июня 1802 года Нгуен Фук Ань вступил в Тханглонг, откуда бежал последний тэйшонский император. Впервые за 300 лет на территории Дайвьета было провозглашено единое общевьетское государство — Вьетнам. Резиденция императорской династии была с севера перенесена в город Хюэ в центральной части Вьетнама.
В 1883 году, в результате многолетней кровопролитной войны, над частью Индокитая была установлена власть Франции, под именем — Французский Индокитай. Вьетнам был разделен на три части. В центральной части Вьетнама, по аналогии с древним китайским названием, был провозглашён французский протекторат «Аннам», в котором сохранялось формальное правление вьетнамской императорской династии. 14 марта 1886 года лояльный к колонизаторам император Донг Кхань, в знак союза с Францией и «для укрепления дружеских связей», учредил императорский орден Дракона Аннама. Орден был создан по образцу французского ордена Почётного легиона, и служил для вознаграждения за военные и гражданские заслуги как иностранцев, так и подданных императора Аннама.
9 марта 1945 года японские оккупационные войска ликвидировали французскую администрацию и создали на всей территории Вьетнама Вьетнамскую империю во главе с императором Бао Даем из династии Нгуен. Вьетнамская империя просуществовала короткое время с 11 марта 1945 до 23 августа 1945 года, когда император Бао Дай отрекся от власти. После этого орден Дракона Аннама стал династическим орденом Вьетнамского императорского дома Нгуен.
2 сентября 1945 Вьетминь объявил о создании Демократической Республики Вьетнам (ДРВ) и сформировал временное правительство. Первым президентом и премьер-министром ДРВ стал Хо Ши Мин. Франция не признала новое государство, и разразилась первая индокитайская война, закончившаяся заключением Женевских соглашений и разделом территории Вьетнама на два государства: Южный Вьетнам (Бао Дай) и Северный Вьетнам (Хо Ши Мин). Между ними сразу же началась война, вылившаяся во вьетнамскую войну и в целом во вторую индокитайскую войну.

## Награды Южного Вьетнама

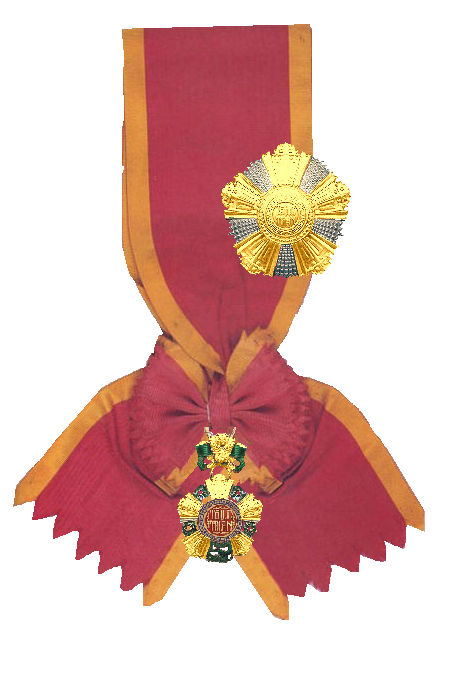
Национальный орден Вьетнама

На юге в 1954—1976 годах, последовательно существовало несколько государств, а именно — Государство Вьетнам (1954—1955), Республика Вьетнам (1955—1975) и Республика Южный Вьетнам (1975—1976). Наградную систему этих государств возглавил Национальный орден, учрежденный летом 1950 года, когда Государство Вьетнам из колонии стало частью Французского Союза. Орден был создан по образцу французского ордена Почетного легиона и колониального ордена Дракона Аннама, а вручался за военные и гражданские заслуги. Для разных видов войск были предусмотрены свои награды, к примеру, армия — Крест «За храбрость», ВВС — Воздушный крест «За храбрость», ВМС — Морской крест «За храбрость», а также множество медалей.
История наградной системы Южного Вьетнама формально закончилась в 1973 году подписанием Парижских мирных соглашений, после которых американские войска были выведены из страны. Народная армия Вьетнама продолжила ведение боевых действий с целью свергнуть южновьетнамский режим. В марте—апреле 1975 года в результате широкомасштабного наступления эта цель была достигнута. Новое правительство было полностью подконтрольно северовьетнамской администрации, и в 1976 году было объявлено об объединении Южного и Северного Вьетнама в единую Социалистическую Республику Вьетнам.
В настоящее время ордена и медали Южного Вьетнама не выпускаются и не имеют официального статуса.

## Государственные награды Социалистической Республики Вьетнам
Наградная система Демократической Республики Вьетнам начала складываться после августовской революции и провозглашения независимости 2 сентября 1945 года. Уже 6 июня 1947 года был утверждён целый ряд наград, среди которых высший орден ДРВ-СРВ — орден Золотой Звезды. Им награждались лица, внёсшие большой вклад в революционное движение, экономику и оборону страны. Тогда же был создан орден Хо Ши Мина (названный в честь первого президента) и орден Независимости.
Началась вьетнамская война, и для премирования солдат были учреждены новые награды: орден Военных заслуг, орден «За боевой подвиг» и медали. Для советских военных советников, участвовавших в войне, тоже были учреждены награды — орден Дружбы и медаль Дружбы.
После весеннего наступления Вьетнамской народной армии и объединения страны (под названием Социалистическая Республика Вьетнам) наградная система начала действовать на всей территории государства.
В 2003 году по указу Национального собрания была проведена крупная наградная реформа, в результате которой был изменён внешний вид орденов и медалей, обновлены их статуты.